# Pikeville Cut-Through

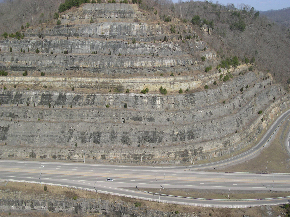
Pikeville Cut-Through (2005)

Pikeville Cut-Through är en utgrävd dalgång i Pikeville i Kentucky i USA, som skapades av amerikanska arméns ingenjörstrupper. Den tillkom för att ge plats för en fyrfältsväg med beteckningarna U.S. Route 23, U.S. Route 119, U.S. Route 460 och Kentucky Route 80, en järnväg (CSX Big Sandy Subdivision) och Levisa Fork River, en biflod till Big Sandy River.
Det var ett av de största byggnationsprojekt som genomförts på västra halvklotet, och innefattade att flytta på 14 miljoner kubikmeter (m3) jord och sten. Detta kan jämföras med Big Dig i Boston (11,5 miljoner m3) och Panamakanalen (184 miljoner m3). Projektet initierades och drevs av William Hambley, som var borgmästare för Pikeville i 29 år, Robert H. Holcomb, ordförande för handelskammaren, och Henry Stratton, en lokalt verksam jurist.
Pikeville Cut-Through är 400 meter bred, 1130 meter lång och 159 meter djup. Projektet fullbordades 1987 efter 14 års arbete till en kostnad av 77,6 miljoner dollar.